# 福田新田村
福田新田村（ふくだしんでんそん）は岡山県児島郡にあった自治体である。現在の倉敷市のうち、水島地域（福田地区）の北畝・中畝・南畝・東塚・松江に当たる。

## 歴史
- 1848年（嘉永元年） - 岡山藩が野崎武左衛門らに命じて、福田新開の開発を命じる。
- 1851年（嘉永4年） - 福田新開が完成（のちに東塚・松江・北畝・中畝・南畝の五ヵ村に分立）[2]。
- 1875年（明治8年）- 松江と呼松村が合併して王島村を成立。呼松村の大島（王島）が干拓により松江と地続きとなり飛び地化したことによる[3]。
- 1875年（明治8年） - 五ヵ村が東塚村・松江村・北畝村・中畝村・南畝村に改称。
- 1879年（明治12年）- 松江村と呼松村が分村。ただし大島（王島）は松江村に編入[3]。
- 1884年（明治17年）8月25日 - 台風による暴風雨と高潮により堤防が決壊し546名が死亡[4]。特に福田新開の五ヵ村の被害が甚だしかったことから合併を促進[1]。
- 1885年（明治18年）4月 - 東塚・中畝・対馬の3校を合併し、遷喬小学校を東塚村に設置[5][6]。
- 1889年（明治22年）6月1日 - 町村制の施行により、北畝村・東塚村・中畝村・南畝村・松江村が合併して福田新田村発足。旧村名を継承した5大字を編成[1]。
- 1904年（明治37年）4月1日 - 福田村（初代）・呼松村と合併し、新たに福田村（2代）発足。同日福田新田村廃止。

## 教育
- 第一福田尋常小学校（現・倉敷市立第一福田小学校）[6]